# 110880
110880（十一万八百八十、じゅういちまんはっぴゃくはちじゅう）は、自然数または整数において、110879の次で110881の前の数である。

## 性質
- 110880は合成数であり、約数は1, 2, 3, 4, 5, 6, 7, 8, 9, 10, 11, 12, 14, 15, 16, 18, 20, 21, 22, 24, 28, 30, 32, 33, 35, 36, 40, 42, 44, 45, 48, 55, 56, 60, 63, 66, 70, 72, 77, 80, 84, 88, 90, 96, 99, 105, 110, 112, 120, 126, 132, 140, 144, 154, 160, 165, 168, 176, 180, 198, 210, 220, 224, 231, 240, 252, 264, 280, 288, 308, 315, 330, 336, 352, 360, 385, 396, 420, 440, 462, 480, 495, 504, 528, 560, 616, 630, 660, 672, 693, 720, 770, 792, 840, 880, 924, 990, 1008, 1056, 1120, 1155, 1232, 1260, 1320, 1386, 1440, 1540, 1584, 1680, 1760, 1848, 1980, 2016, 2310, 2464, 2520, 2640, 2772, 3080, 3168, 3360, 3465, 3696, 3960, 4620, 5040, 5280, 5544, 6160, 6930, 7392, 7920, 9240, 10080, 11088, 12320, 13860, 15840, 18480, 22176, 27720, 36960, 55440, 110880である。
  - 約数の和は471744。
  - σ(n) > 4n を満たす14番目の数である。1つ前は105840、次は115920。(ただしσは約数関数)（オンライン整数列大辞典の数列 A068404）
- 約数を144個もつ、30番目の高度合成数である。1つ前は83160、次は166320。
- 約数の積の値がそれ以前の数を上回る76番目の数である。1つ前は98280、次は131040。(オンライン整数列大辞典の数列 A034287)
- 25番目の超過剰数である。1つ前は55440、次は166320。
- 双子素数の平均値になる1327番目の数である。1つ前は110820、次は110922。（オンライン整数列大辞典の数列 A014574）
  - 高度合成数が双子素数の平均値になる9番目の数である。1つ前は55440、次は73329656400。（オンライン整数列大辞典の数列 A068507）
- 13429番目のハーシャッド数である。1つ前は110862、次は110889。
- 110880 = 25 × 32 × 5 × 7 × 11
  - 5つの異なる素因数の積で p 5 × q 2 × r × s × t の形で表せる最小の数である。次は131040。
- 110880 = 330 × 336
  - n = 330 のときの n(n + 6) の値とみたとき1つ前は110215、次は111547。(オンライン整数列大辞典の数列 A028560)